# Port Said
Port Said (în arabă egipteană بورسعيد Borsaʿīd) este un oraș din nord-estul Egiptului, situat pe coasta Mării Mediterane, la nord de Canalul Suez. Are o populație de circa 603.787 locuitori (2010), și este al patrulea oraș ca mărime din Egipt. Orașul a fost înființat în 1859, în timpul construcției Canalului Suez.

## Orașul pe două continente

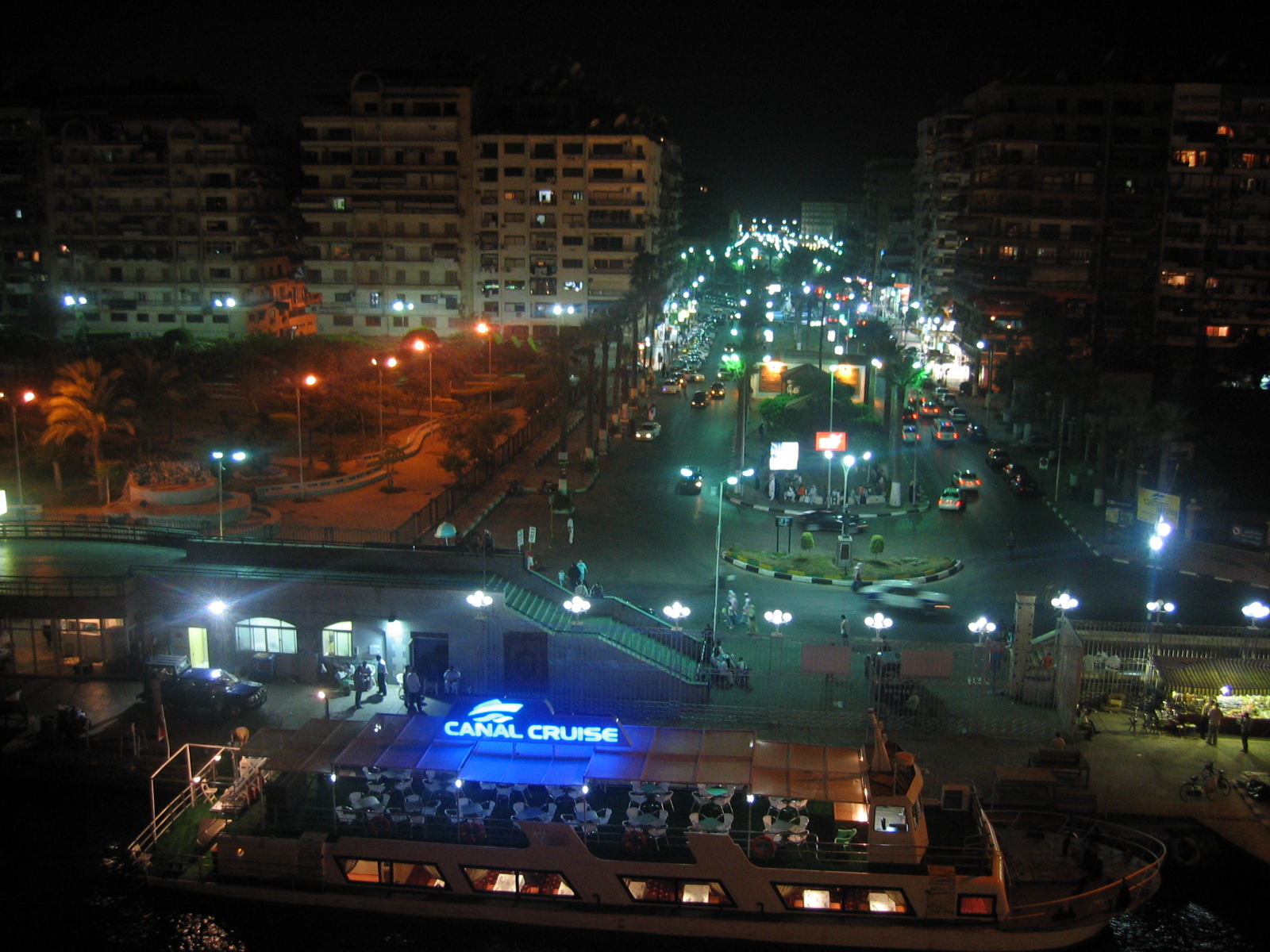
Port Said

Port Said își datorează statutul deosebit poziției geografice la capătul nordic al Canalului Suez, la limita dintre Africa și Asia, și la țărmul Mării Mediterane. Pe partea asiatică de vizavi se află orașul geamăn, mai mic, Port Fuad. În Port Said, demne de atenție sunt, fără îndoială, comerțul stradal însuflețit, tipic pentru cultura arabă, precum și populația formată dintr-un talmeș-balmeș de imigranți sosiți din toate colțurile Egiptului și ale Africii de Nord. Orașul, cu străzile trasate după planul unui triunghi, a fost ridicat la intrarea Canalului Suez în Marea Mediterană. Port Said lasă impresia unei metropole moderne cu caracter european. În locul parfumului oriental, turistul simte aici mai degrabă mirosul gazelor de eșapament emanate de șirul nesfârșit de vapoare care traversează Canalul Suez în ambele direcții. Așa cum se cuvine unei metropole care marchează granița nordică a uneia dintre cele mai imporante artere navigabile din lume, Port Said dispune de un port cu impresionanta suprafața de 230 ha (hectare), apărat de două diguri puternice, dintre care cel vestic pătrunde în mare câțiva kilometri. Până în 1956, pe dig se ridica statuia lui Ferdinand de Lesseps (1805-1894), inginerul francez al canalului Suez. Naționaliștii egipteni au considerat însă monumentul un simbol al colonialismului și s-au descotorosit de el, aruncându-l în mare. O relicvă mai rezistentă a trecutului Egiptului s-a dovedit farul maritim, înalt de 53 m, a cărui lumină e vizibilă de la o distanță de 23 de mile marine.
Pe partea estică a Canalului Suez se află suburbia Port Fouad, întemeiată în 1927. Compania Canalului Suez-societatea pe acțiuni care a strâns fonduri pentru realizarea proiectului-și-a stabilit aici sediul administrativ și a ridicat un cartier de locuințe pentru angajați. Port Fouad își datorează numele sultanului Fouad, care în 1922, după câștigarea independenței de către Egipt, a preluat coroană de rege. Dacă se consideră că granița arbitrară dintre Asia și Africa este reprezentată de Canalul Suez, Port Fouad se află pe teritoriul celui dintâi continent. Port Said, pe de altă parte, îi atrage pe turiști prin plajele și parcurile sale minunate.

## Istorie
Istoria orașului Port Said este inseparabil legată de istoria construirii Canalului Suez. Inaugurarea oficială a canalului a avut loc în anul 1869, după zece ani de lucrări dificile.
Cu trei ani înainte de a sărbători împlinirea unui secol la inaugurarea Canalului Suez, Port Said a trecut printr-o mare tragedie. Bombardamentele aeriene israeliene au transformat în moloz o mare parte a celui de-al doilea port al Egiptului ca suprafața (după Alexandria). Din fericire, reconstruirea s-a desfășurat foarte rapid, întrucât nici cele mai grave distrugeri nu au putut răpi orașului Port Said atuul său principal: situarea la intrarea în Canalul Suez. Lungimea acestei artere navigabile dintre Marea Mediterană și Golful Suez este de numai 192 km, dar scutește navele care plutesc dinspre Peninsula Arabică și Asia către Europa de o lungă călătorie în jurul Capului Bunei Speranțe. Încă din Antichitate, s-au făcut încercări de excavare, iar Regele-Soare, Ludovic al XIV-lea, a angajat învățați care să studieze aspectele tehnice ale acestui proiect de proporții colosale. 
În 1789, Napoleon Bonaparte a cerut geodezilor să facă măsuratorile necesare. În calculele acestora s-a strecurat însă o greșeală. Abia o jumătate de secol mai târziu, în anul 1854, consulul francez în Egipt, Ferdinand de Lesseps, a depus un proiect din care rezultă în mod clar că Marea Mediterană și Golful Suez se află la aceeași altitudine. Pe data de 23 aprilie 1859, au fost demarate lucrările foarte complicate de construcție. Progresul a fost îngreunat de lipsa apei potabile, de epidemiile de holeră și de lipsa de fonduri suficiente pentru investiție. La peste zece ani de la începerea lucrărilor, pe 17 noiembrie 1869, a avut loc inaugurarea oficială a canalului. Compania Canalului Suez și-a rezervat drepturile de exploatare a acestuia pentru 99 de ani, începând din 1856. Până și președintele Nasser, conducătorul Egiptului deja independent și un naționalist convins, a fost nevoit să onoreze contractul. Abia după expirarea acestuia, în 1956, a emis un decret prin care naționaliza canalul Suez și Compania Canalului Suez. De atunci, această importantă arteră navigabilă aparține egiptenilor. Circulația pe canal a fost blocată o singură dată, pentru scurt timp, din cauza ofensivei israeliene din timpul „Războiului de Șase Zile” din 1967. 

## Statistici
Populația: 530.000 loc. (2006)

Distanța față de Cairo: 220 km

Limba: arabă

Religia: islamism

Moneda: lira egipteană

## Obiective turistice
- Canalul Suez
- Clădirile istorice din epoca colonială
- Monumentul Martirilor
- Digurile
- Port Fouad
- Plajele
- Laguna Manzilah
- Ruinele de la Tanis (fosta capitală a faraonilor)
- Muntele Sinai
- Marea Roșie

## Istoric
Orașul își datorează numele viceregelui Said al Egiptului (1854-1863).
În timpul bombardamentelor aeriene israeliene din 1967, Port Said a fost distrus in mare măsură, iar 70% dintre locuitori au fost evacuați.
Noul cartier din Port Said, situat pe celălalt mal al canalului, este supranumit în mod curent „orașul grădinilor”.
După adâncirea și lățirea Canalului Suez, care a avut loc în 1980, pe artera navigabila care unește Marea Mediterană și Marea Roșie pot circula chiar nave cu deplasament de până la 150.000 t (adică și petroliere).

## Clima
| Date climatice pentru Port Said                                  | Date climatice pentru Port Said | Date climatice pentru Port Said | Date climatice pentru Port Said | Date climatice pentru Port Said | Date climatice pentru Port Said | Date climatice pentru Port Said | Date climatice pentru Port Said | Date climatice pentru Port Said | Date climatice pentru Port Said | Date climatice pentru Port Said | Date climatice pentru Port Said | Date climatice pentru Port Said | Date climatice pentru Port Said |
| Luna                                                             | Ian                             | Feb                             | Mar                             | Apr                             | Mai                             | Iun                             | Iul                             | Aug                             | Sep                             | Oct                             | Nov                             | Dec                             | Anual                           |
| ---------------------------------------------------------------- | ------------------------------- | ------------------------------- | ------------------------------- | ------------------------------- | ------------------------------- | ------------------------------- | ------------------------------- | ------------------------------- | ------------------------------- | ------------------------------- | ------------------------------- | ------------------------------- | ------------------------------- |
| Maxima medie °C (°F)                                             | 17.4 (63,3)                     | 17.9 (64,2)                     | 19.4 (66,9)                     | 22.5 (72,5)                     | 25.1 (77,2)                     | 28.2 (82,8)                     | 30.0 (86)                       | 30.3 (86,5)                     | 28.8 (83,8)                     | 26.7 (80,1)                     | 23.0 (73,4)                     | 19.4 (66,9)                     | 24,1 (75,4)                     |
| Media zilnică °C (°F)                                            | 14.4 (57,9)                     | 15.1 (59,2)                     | 16.7 (62,1)                     | 19.6 (67,3)                     | 22.4 (72,3)                     | 25.3 (77,5)                     | 27.2 (81)                       | 27.3 (81,1)                     | 26.3 (79,3)                     | 24.1 (75,4)                     | 20.4 (68,7)                     | 16.5 (61,7)                     | 21,3 (70,3)                     |
| Minima medie °C (°F)                                             | 11.1 (52)                       | 11.7 (53,1)                     | 13.4 (56,1)                     | 16.3 (61,3)                     | 18.8 (65,8)                     | 22.1 (71,8)                     | 23.7 (74,7)                     | 24.2 (75,6)                     | 23.3 (73,9)                     | 21.3 (70,3)                     | 17.5 (63,5)                     | 12.8 (55)                       | 18,0 (64,4)                     |
| Minima istorică °C (°F)                                          | 4.2 (39,6)                      | 6.2 (43,2)                      | 5.0 (41)                        | 9.1 (48,4)                      | 12.0 (53,6)                     | 17.7 (63,9)                     | 20.2 (68,4)                     | 20.2 (68,4)                     | 19.5 (67,1)                     | 14.4 (57,9)                     | 2.2 (36)                        | 6.6 (43,9)                      | 2,2 (36)                        |
| Precipitații mm (inches)                                         | 18 (0.71)                       | 12 (0.47)                       | 10 (0.39)                       | 5 (0.2)                         | 4 (0.16)                        | 0 (0)                           | 0 (0)                           | 0 (0)                           | 3 (0.12)                        | 8 (0.31)                        | 7 (0.28)                        | 16 (0.63)                       | 83 (3,27)                       |
| Umiditate [%]                                                    | 68                              | 66                              | 65                              | 64                              | 66                              | 67                              | 68                              | 68                              | 68                              | 65                              | 67                              | 69                              | 67                              |
| Nr. de zile cu precipitații (≥ 1.0 mm)                           | 2.3                             | 1.6                             | 1.3                             | 0.5                             | 0.1                             | 0.0                             | 0.0                             | 0.0                             | 0.0                             | 0.9                             | 1.2                             | 2.0                             | 9,9                             |
| Ore însorite                                                     | 213.9                           | 206.2                           | 266.6                           | 294.0                           | 337.9                           | 360.0                           | 378.2                           | 365.8                           | 330.0                           | 310.0                           | 261.0                           | 204.6                           | 3.528,2                         |
| Sursa nr. 1: NOAA                                                |                                 |                                 |                                 |                                 |                                 |                                 |                                 |                                 |                                 |                                 |                                 |                                 |                                 |
| Sursa nr. 2: Arab Meteorology Book, Climate Charts, Voodoo Skies |                                 |                                 |                                 |                                 |                                 |                                 |                                 |                                 |                                 |                                 |                                 |                                 |                                 |

## Economia
- Activități portuare

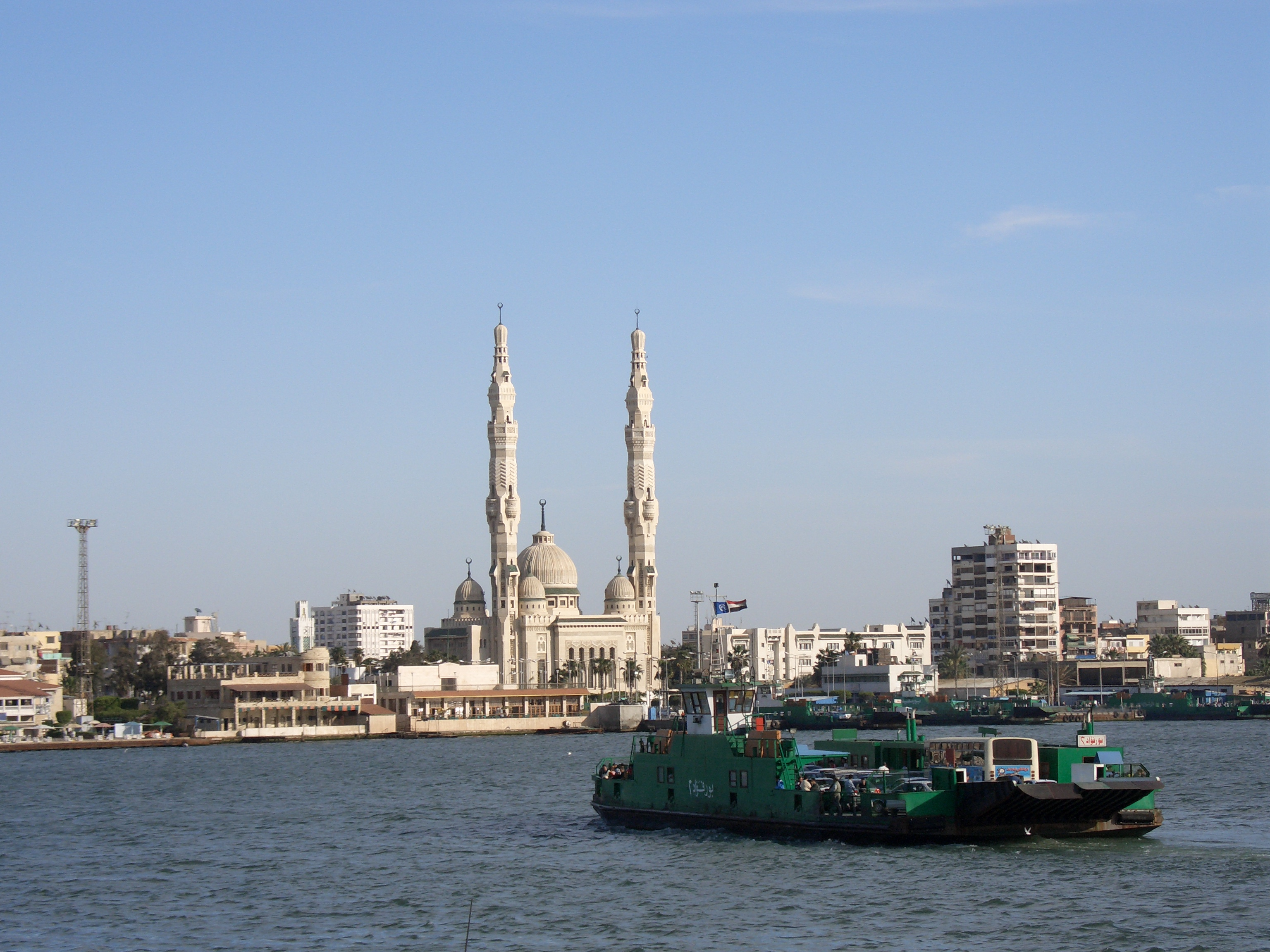
Port Said

- Industria: constructoare de mașini, a construcțiilor navale, electronică, chimică, ușoară (textilă), alimentară.
- Pescuit
- Turism

## Orașe înfrățite
- Volgograd, Rusia (1962)
- Bizerte, Tunisia (1977)